# Schabtai Genrichowitsch Kalmanowitsch
Schabtai Genrichowitsch Kalmanowitsch (hebr. שבתאי קלמנוביץ; lit. Šabtajus Kalmanovičius; russisch Шабтай Генрихович  Калманович; * 18. Dezember 1947 in Kaunas, Litauische SSR; † 2. November 2009 in Moskau, Russland) war ein russischer Unternehmer, Sportmäzen, Vorstandsvorsitzender des Frauen-Basketballteams von Spartak Moskau.

## Leben
Kalmanowitsch wurde 1947 in einer mittellosen jüdischen Familie geboren. Seine Mutter war eine Überlebende des Holocaust, die bei einer litauischen Familie Unterkunft gefunden hatte, nachdem sie aus der Nazi-Gefangenschaft im IX. Fort geflüchtet war.  Er studierte am Polytechnischen Institut Kaunas, trat nach dem Studienabschluss der Sowjetarmee bei und emigrierte 1971 mit seiner Familie nach Israel. Hier wurde er Mitglied der Arbeitspartei, absolvierte an der Universität Jerusalem ein Studium des Ingenieurwesens und wurde Produzent und Unternehmer. Er organisierte eine Konzerttournee von Galina und Valery Panov. Auf Einladung von Kalmanowitsch kamen Boney M, Baccara, Michael Jackson, Tom Jones, Liza Minnelli und Jose Carreras u. a. nach Israel.
In Israel arbeitete Kalmanowitsch als Regierungsberater für die Eingliederung von Juden aus der Sowjetunion.
1988 wurde er wegen Wirtschaftsspionage für den sowjetischen Geheimdienst KGB zu einer siebenjährigen Haftstrafe verurteilt und nach fünf Jahren entlassen. Bei der Spionage ging es um neueste Informationen auf dem Gebiet der Biotechnologie und der militärischen elektronischen Steuersysteme, die die sowjetische Industrie dringend benötigte. Nach eigener Aussage wurde er von einem seiner Kollegen, einem sowjetischen Spion verraten, der Israel um politisches Asyl bat. Später erinnerte er sich, dass er mehrere Jahre ganz allein und in vollständiger Dunkelheit verbracht hatte, bis er begann, den Verstand zu verlieren. Seit jener Zeit konnte er nur nach Einnahme von Schlafmitteln einschlafen.
Nach seiner Entlassung 1993 kehrte er nach Russland zurück. Zwischen 1993 und 1994 rief Kalmanowitsch zusammen mit Iossif Dawydowitsch Kobson mehrere Firmen unter der Bezeichnung „Liat-Natali“ ins Leben. Später unterstützte er den Wiederaufbau eines Marktes auf dem Tischinsker Platz (Tischinskaja ploschtschad) in Moskau. Kalmanowitsch war eine der schillerndsten Unternehmerfiguren der neurussischen Gründerzeit. Er pflegte Kontakte mit „Japontschik“, dem Unterweltpaten Wjatscheslaw Iwankow, und dem Mafiaboss der Solnzewo-Bruderschaft Sergei Anatoljewitsch Michailow.
Kalmanowitsch war auch philanthropisch tätig und spendete große Summen für die Renovierung der Synagoge Kaunas.
Am 2. November 2009 wurde er in seinem Wagen von Unbekannten erschossen.

## Privates
Kalmanowitsch war dreimal verheiratet; zuletzt 2005 mit der Basketballspielerin Anna Archipowa. 

## Auszeichnungen
- Gedimino ordinas (für Verdienste dem litauischen Basketball auf Beschluss des litauischen Präsidenten Algirdas Brazauskas), 1996.